# Fisera halurga
Fisera halurga là một loài bướm đêm trong họ Geometridae.